# ترجينتس
ترجينتس هي بلدة، وبلدية بصلاحيات بلدة في جمهورية التشيك، وبلدية في التشيك، تقع في مقاطعة فريدك-ميستك، بلغ عدد سكانها 36,077  نسمة وذلك حسب إحصائيات سنة 2014، تبلغ مساحتها 85.358332 كيلومتر مربع.

## الموقع
تشترك في الحدود مع:
- Košařiska [الإنجليزية]‏[5]
- Ropice [الإنجليزية]‏[6]
- Morávka (Frýdek-Místek District) [الإنجليزية]‏[7]
- Řeka [الإنجليزية]‏[8]
- Vendryně [الإنجليزية]‏[9]
- Smilovice (Frýdek-Místek District) [الإنجليزية]‏[10]
- تشيسكي تشين.[11]

## التقسيمات الإدارية
- Dolní Líštná [الإنجليزية]‏[12]
- Guty (Třinec) [الإنجليزية]‏[12]
- Horní Líštná [الإنجليزية]‏[12]
- Kanada  [لغات أخرى]‏[12]
- Karpentná [الإنجليزية]‏[12]
- Kojkovice [الإنجليزية]‏[12]
- Konská (Třinec) [الإنجليزية]‏[12]
- Lyžbice [الإنجليزية]‏[12]
- Nebory [الإنجليزية]‏[12]
- Oldřichovice (Třinec) [الإنجليزية]‏[12]
- Osůvky  [لغات أخرى]‏[12]
- Staré Město (Třinec) [الإنجليزية]‏[12]
- Tyra (Třinec) [الإنجليزية]‏.[12]

## توأمة
لترجينتس اتفاقيات توأمة مع كل من:
- جيلينا
- بييلسكو-بياوا

## أعلام
- فاسلاف سفيركوش
- تاديوز كراوس
- لينكا سنكوفا
- بيتر فوجنار
- دان تواردزيك